# Kees de Jager
Pour les articles homonymes, voir De Jager ou De Jaeger et Jager.
Cornelis (dit Kees) de Jager (prononcé en néerlandais [keːs də ˈjaːɣər]), né le 29 avril 1921 à Den Burg et mort le 27 mai 2021 dans la même ville, est un astronome néerlandais spécialisé dans la prédiction des variations solaires pour évaluer l'impact du Soleil sur le climat futur. Il est secrétaire général assistant de l'Union astronomique internationale de 1967 à 1970, puis secrétaire général de 1970 à 1973. Il fut également directeur de l'observatoire d'Utrecht. Il était membre du Committee for Skeptical Inquiry.

## Naissance et études
Né à Den Burg, Kees de Jager passe sa scolarité dans les Indes néerlandaises. De 1939 à 1945, il étudie les mathématiques, la physique et l'astronomie à l'Université d'Utrecht ,. Le 13 octobre 1952, il obtient son doctorat avec une thèse intitulée Le spectre de l'hydrogène du Soleil. Son superviseur est Marcel Minnaert.

## Recherche solaire et stellaire
Kees de Jager effectue des travaux sur les étoiles et la physique solaire, dans le cadre desquels il est l'un des rédacteurs fondateurs de la revue Solar Physics. En 1980, il est le chercheur principal du spectromètre imageur de rayons X durs (HXIS) à bord du satellite Solar Maximum Mission. Ses travaux sur les éruptions solaires sont souvent réalisés en collaboration avec Zdeněk Švestka.
À partir de 1978, Kees de Jager réalise des travaux remarquables sur les étoiles les plus lumineuses, appelées hypergéantes. De 1960 à 1986, il est professeur à l'université d'Utrecht,.

## Relations Soleil-climat
Les recherches ultérieures de Kees de Jager se concentrent sur la prévision des variations solaires afin d'évaluer l'impact du Soleil sur le climat futur.

## Honneurs et récompenses
En 1969, il devient membre de l'Académie royale néerlandaise des arts et des sciences. En 1990, il est élu membre de l'Academia Europaea.
- 1974 Médaille Karl-Schwarzschild[11].
- 1984 Prix Jules Janssen[8].
- 1988 Médaille d'or de la Royal Astronomical Society pour l'astronomie[12].
- 1988 George Ellery Hale Prize décerné par la Solar Physics Division de l'American Astronomical Society[13].
- 1990 Committee for Skeptical Inquiry In Praise of Reason prix décerné à Kees de Jager pour ses « contributions notables à la science et sa critique vigoureuse des pseudosciences »[14].

L'astéroïde (3798) de Jager est nommé en son honneur.

## Mort
Kees de Jager meurt le 27 mai 2021,, moins d'un mois après être devenu centenaire.